# Stara Morawa

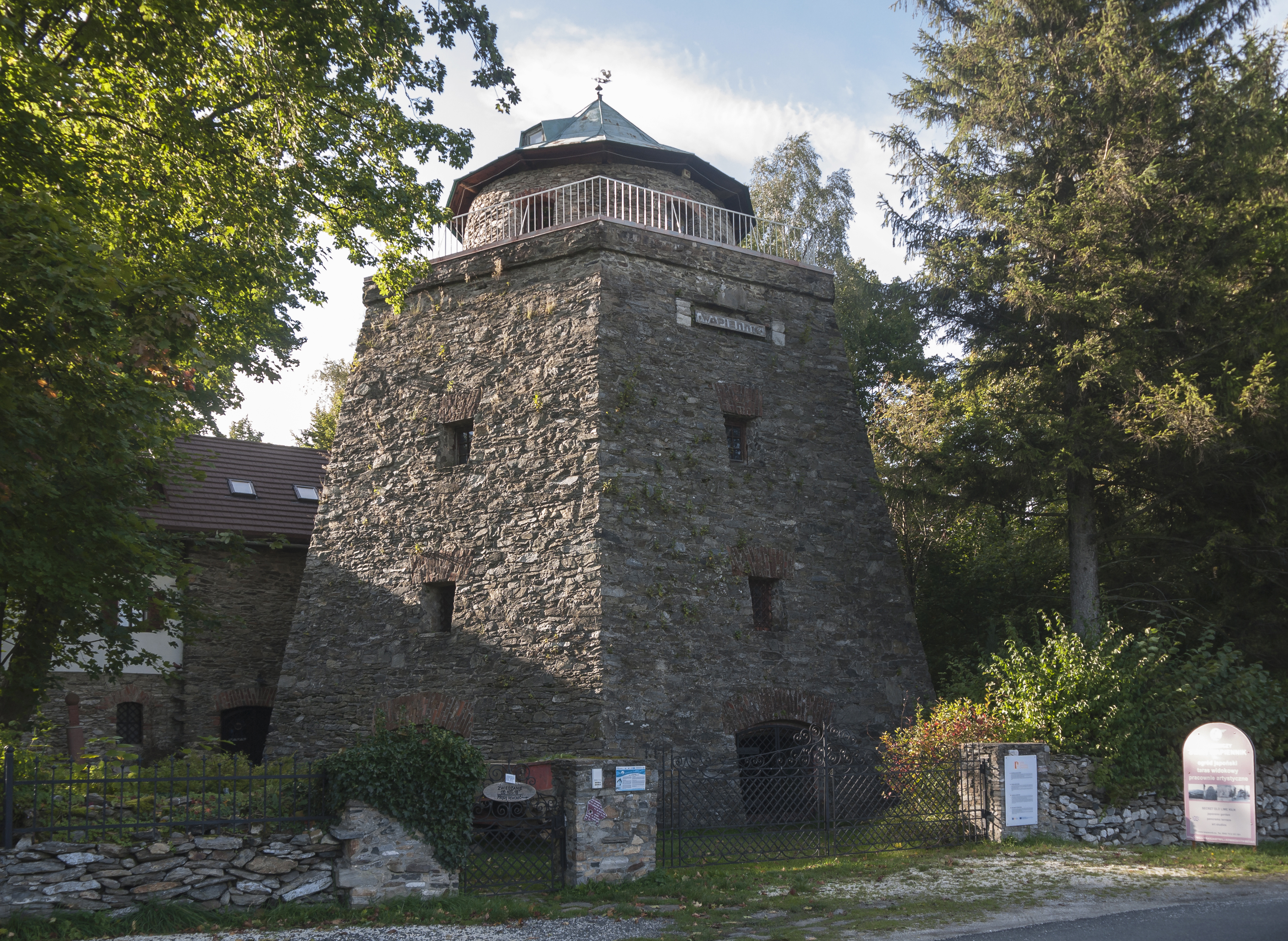
Ehemaliger Kalkofen

Stara Morawa (deutsch Altmohrau, auch Alt Mohrau) ist ein Dorf in der Stadt- und Landgemeinde Stronie Śląskie im Powiat Kłodzki der Woiwodschaft Niederschlesien in Polen. Es liegt drei Kilometer südlich von Stronie Śląskie (Seitendorf). Durch Stara Morawa verläuft die Woiwodschaftsstraße 392 von Bystrzyca Kłodzka (Habelschwerdt) nach Żelazno (Eisersdorf).

## Geographie
Stara Morawa liegt an der oberen Mohre (polnisch Morawka), einem linken Nebenfluss der Biele (Biała Lądecka), zwischen dem Glatzer Schneegebirge und dem Bielengebirge. Nachbarorte sind Stronie Śląskie im Norden, Młynowiec (Mühlbach) im Nordosten, Bolesławów (Wilhelmsthal) und Nowa Morawa (Neu Mohrau) im Süden, Kletno (Klessengrund) im Südwesten und Sienna (Heudorf) im Westen.
Ein Stausee in der Nähe von Stara Morawa wurde zwischen 2000 und 2006 gebaut., der bei dem Hochwasser in Mitteleuropa im September 2024 gebrochen ist.

## Geschichte
Das spätere „Alt“-Mohrau, das zur Herrschaft Karpenstein im böhmischen Glatzer Land gehörte, wurde erstmals 1346 als „Moraw“ erwähnt. Im 15. Jahrhundert fiel es vermutlich wüst. Als es 1588 auf gerodetem landesherrlichem Forstgrund neu gegründet wurde, ist die Schreibweise „Altmohrau“ belegt. Nach Anlage der südlich gelegenen „Kolonie Neumohrau“ wurde es 1596 als „Altmohrau“ bezeichnet. 1684 verkaufte die Böhmische Kammer Altmohrau zusammen mit anderen Kammerdörfern im Landecker Distrikt dem Glatzer Landeshauptmann Michael Wenzel von Althann, der aus den erworbenen Dorfschaften die Herrschaft Seitenberg bildete. 
Nach dem Ersten Schlesischen Krieg 1742 und endgültig mit dem Hubertusburger Frieden 1763 fiel Altmohrau zusammen mit der Grafschaft Glatz an Preußen. Nach der Neugliederung Preußens gehörte es ab 1815 zur Provinz Schlesien und war zunächst dem Landkreis Glatz und ab 1818 dem neu geschaffenen Landkreis Habelschwerdt eingegliedert, mit dem es bis 1945 verbunden blieb. Ab 1874 gehörte die Landgemeinde Altmohrau zum Amtsbezirk Seitendorf, der aus den Landgemeinden Altmohrau, Heudorf, Johannesberg, Schreckendorf, Seitenberg und Wolmsdorf sowie den Gutsbezirken Altmohrau, Schreckendorf und Seitenberg gebildet worden war. 1939 wurden 257 Einwohner gezählt.
Als Folge des Zweiten Weltkriegs fiel Alt Mohrau 1945 wie fast ganz Schlesien an Polen und wurde in Stara Morawa umbenannt. Die deutsche Bevölkerung wurde, soweit sie nicht schon vorher geflohen war, vertrieben. Die neu angesiedelten Bewohner waren zum Teil Heimatvertriebene aus Ostpolen, das an die Sowjetunion gefallen war. Die Zahl der Einwohner ging deutlich zurück. 1975–1998 gehörte Stara Morawa zur Woiwodschaft Wałbrzych (Waldenburg). Durch die Förderung des Tourismus seit der politischen Wende von 1989 steigt die Zahl der Einwohner.

## Sehenswürdigkeiten
- Nördlich des Ortes liegt die Mohretalsperre, die 2000–2006 als ein Rückhaltebecken zum Schutz vor Hochwasser errichtet wurde.
- Der ehemalige Kalkofen dient als Ausstellungsraum.